# Anatol Gorélik
Anatol Gorélik (Genichesk, Ucrania, 28 de febrero de 1890-Buenos Aires, Argentina, 15 de noviembre de 1956) fue un periodista, militante, propagandista y teórico anarquista ucraniano.

## Biografía
Nace en Gueníchesk, Gubernia de Táurida, Ucrania, el 28 de febrero de 1890, en una familia judía de escasos recursos económicos. Desde 1904 milita en el anarquismo ruso, siendo detenido en varias oportunidades por la policía zarista. Emigró a Francia en 1909 y retornó clandestinamente a Rusia en 1911. En 1913 viaja a los Estados Unidos y se convierte en activista sindical en Industrial Workers of the World, sobre todo dentro de la comunidad de emigrados rusos. En 1916 participa en la organización del primer periódico ruso, el Golos Rabóchego («La voz del obrero»), que luego se denominará Golos Trúzhenika (La voz del trabajador).
Regresa a Rusia en 1917, actuando en Ekaterinoslav. Al año siguiente trabaja como secretario del Buró de los anarquistas de la cuenca del río Don, y forma parte de la redacción del periódico Golos Anarjista (La voz del anarquista). En 1919 integra la Confederación Nabat en Mariúpol, debiendo pasar a la clandestinidad debido a la ofensiva de los Ejércitos Blancos. En 1920 es detenido y trasladado por los bolcheviques a Moscú. Es liberado el 6 de enero de 1921, pero el 8 de marzo es nuevamente apresado y condenado a tres años de prisión por sus actividades anarquistas. Tras una huelga de hambre de 10 días es liberado el 17 de septiembre cuando una delegación de sindicalistas extranjeros reclama por la situación de los anarquistas detenidos. Es expulsado de Rusia junto a Feldeman, Fiódorov, Grigori Maksímov, Mrachny, Mijáilov, Volin, Vorobiov, Efim Yarchuk y Yudin.
Inicialmente se dirige a Berlín, aunque en 1922 luego se traslada a Buenos Aires. Actúa entre los grupos de rusos emigrados y colabora con la versión porteña de Dielo Trudá, así como en el periódico local La Antorcha, donde da su punto de vista sobre la revolución bolchevique. Allí expone sus críticas al sindicalismo, que consideraba pernicioso para el movimiento anarquista. También colaboró con La Revista Blanca de Barcelona.
Estuvo casado con Fanny Polem, quien lo acompañó desde muy joven en su militancia. Tuvo dos hijos -Anatol y Víctor- el primero nació mientras estaba en la cárcel en Europa donde murieron varios de sus compañeros. Su mujer creyó que también había muerto y por eso al nacer el hijo le puso el mismo nombre que el padre. En la tradición judía no se repiten nombres de personas vivas. Cuenta la historia que logra escapar hacia Argentina gracias a la ayuda de Rosa Luxemburgo. En 1940 Gorélik sufrió un ataque de parálisis que lo dejó postrado hasta su muerte en un hospital de Buenos Aires, el 15 de noviembre de 1956.

En la actualidad, varios de sus bisnietos honran su memoria y sus ideales con acciones diversas.

## Obra
- Gonenia na Anarjizm v Sovetskoy Rossii, Berlín, Izdanie “Gruppi Russkij Anarjistov v Guermanii”, 1922 (Expulsión del anarquismo de la Rusia soviética, Edición de los grupos anarquistas rusos en Alemania) en coautoría con A. Komov y Volin.
- Anarjisti v Rossiiskoy Revoliutsii. Buenos Aires, Izdanie Rabochey Izdatelskoy Gruppi v Resp. Arguentine (Los anarquistas en la revolución rusa, edición del grupo editor de obreros en la Rep. Argentina), junio de 1922.
- Pervaya Konferentsia anarjistskij organisatsii Ukraini Nabat, deklaratsia i rezoliutsi, Buenos Aires, Izdanie Rabochey Izdatelskoy Gruppi v Resp. Arguentine (Primera Conferencia de las organizaciones anarquistas Nabat de Ucrania, edición del grupo editor de obreros en la República Argentina], febrero de 1922.
- Primera Conferencia de las Organizaciones Anarquistas de Ukrania ‘Nabat’. Declaración y resoluciones, Buenos Aires, La Protesta, 1922.
- La revolución social, Buenos Aires, ediciones del Ateneo Anarquista, 1923.
- Vospitanie v Sovetskoy Rossii - Kommunisticheskaya Vlast y Vospitanie, Buenos Aires, Izdanie Rabochey Izdatelskoy Gruppi v Resp. Arguentine (La educación en la Rusia soviética - Poder comunista y educación; edición del grupo editor de obreros en la República Argentina), diciembre de 1923.
- El movimiento revolucionario de las masas en Ucrania, Buenos Aires, Biblioteca “La Palestra” de Tribuna Libertaria, año II, N° 18, junio de 1924.
- La revolución rusa y el anarquismo, Buenos Aires, ediciones Anarquía, 1933.
- Cómo conciben los anarquistas la revolución social, Barcelona, Ediciones de La Revista Blanca, mayo de 1936.
- Los grandes problemas del anarquismo moderno (cómo entienden los anarquistas el comunismo libertario. Los anarquistas y la dictadura del proletariado. El anarquismo y el gobierno revolucionario), Barcelona, Ediciones de La Revista Blanca, mayo de 1936.